# 滑稽本
滑稽本（こっけいぼん）は、江戸時代後期の戯作の一種。浮世草子・談義本・噺本などに包摂しがたい多種多様な作品を指す。

## 概要
狭義には『道中膝栗毛』（1802年（享和2年）刊）で確立された中本の小説類、広義には談義本全体を含む。
談義本の語り口を基調としつつも談義の主題をパロディ化した「前期読本系滑稽本」、知的水準が高く2つの異質な世界を結びつけた「もじり・枉解物」、地の文と対話文とト書きから成る文体と「中本の滑稽本」、通ではなく粋を主として人情を描く「上方の滑稽本」、様々なものを木と鳥に見立てた「見立て絵本」に大別できる。作品中に「当込み」「もじり」「うがち」「はぐらかし」といった手法が用いられる。

## 主な作品
- 『浮世風呂』（式亭三馬）
- 『浮世床』（式亭三馬）
- 『東海道中膝栗毛』（十返舎一九）